# Нормани
Норма́ни Кордей Хэмилтон (англ. Normani Kordei Hamilton; род. 31 мая 1996, Атланта) — американская певица, танцовщица, модель, участница гёрл-группы Fifth Harmony. Лауреат и номинант нескольких наград. Участница 24-го сезона танцевального шоу Dancing with the Stars. В феврале 2018 году записала первый сингл «Love Lies» вместе с R&B-певцом Халидом, вошедший в саундтрек фильма «С любовью, Саймон» (Love, Simon. Original Motion Picture Soundtrack, 2018).

## Биография
См. также «Normani Early life» в английском разделе.
Нормани Кордей Хэмилтон родилась 31 мая 1996 года в Атланте, штат Джорджия, и выросла в Новом Орлеане, штат Луизиана. Родители Derrick и Andrea Hamilton. После того, как в 2005 году на Новый Орлеан обрушился ураган Катрина, вся семья переехала жить в Хьюстон (Техас). Нормани с 4-летнего возраста поет и танцует. Среди музыкальных кумиров Нормани такие музыканты как Бейонсе, Missy Elliott и Лорин Хилл. Нормани имеет танцевальные награды в Луизиане и Техасе, была моделью и дошла до финала конкурса Мисс Техас, участник шоу The X-Factor. С 2012 года в гёрл-группе Fifth Harmony.

### The X Factor и Fifth Harmony
Летом 2012 года Нормани прошла прослушивание на конкурсе The X Factor в Гринсборо. Она исполнила песню «Chain of Fools» американской певицы Ареты Франклин. Она не прошла дальше второго раунда прослушивания в качестве сольной исполнительницы, но организаторы её вместе с четырьмя другими талантливыми девушками (включая Камилу Кабельо) вернули и объединили в группу. Эта пятёрка позже станет известна как Fifth Harmony. В итоге этот сборный коллектив занял третье место, они подписали контракты с лейблами с Syco Music и Epic Records.

### Сольная карьера
9 января 2020 года у Megan Thee Stallion и Normani вышел клип «Diamonds». Песня вошла в саундтрек к фильму «Хищные птицы: Потрясающая история Харли Квинн» с Марго Робби в главной роли.

## Филантропия
Наряду с Fifth Harmony Нормани взаимодействует со многими благотворительными организациями, такими как «Girl Scouts of America» и Фондом «Ryan Seacrest Foundation». В сентябре 2016 года Нормани была назначена послом фонда Cybersmile Foundation, международной некоммерческой организации, оказывающей поддержку жертвам киберзапугивания и онлайн-кампаний ненависти после того, как они подверглись расистскому насилию в Интернете. 26 января 2017 года Нормани была назначена первым официальным послом в рамках ежегодного турнира по боулингу Stars & Strikes, организованного некоммерческой организацией «A Place Called Home». 24 февраля 2017 года было объявлено, что Нормани сотрудничает с Американским онкологическим обществом в качестве всемирного посла, чтобы повысить осведомленность о важности скрининга рака молочной железы и вакцинации против вируса папилломы человека.

## Дискография
См. также «Normani discography» в английском разделе.

### Мини-альбомы
- Normani x Calvin Harris (2018)

### Синглы
- «Love Lies» (2018)
- «Waves» (2018)
- «Dancing with a Stranger» (2019)
- «Motivation» (2019)
- «Diamonds» (2020)
- «Wild Side» (2021)
- «Fair» (2022)

## Награды и номинации
| Год  | Награда            | Категория               | Работа                         | Результат |
| ---- | ------------------ | ----------------------- | ------------------------------ | --------- |
| 2017 | BMI London Awards  | Pop Award Songs         | «All in My Head (Flex)»        | Победа    |
| 2018 | BMI Pop Awards     | Award Winning Songs     | «All in My Head (Flex)»        | Победа    |
| 2018 | Teen Choice Awards | Choice R&B/Hip-Hop Song | «Love Lies» (вместе с Халидом) | Победа    |